# British Science Fiction Association
Die British Science Fiction Association (abgekürzt: BSFA) ist eine 1958 gegründete Science-Fiction-Fan-Organisation, bestehend aus Autoren, Redakteuren und Buchhändlern, deren Ziel es ist, Science Fiction in jeder Form zu fördern. Ihr erster Präsident war Brian Aldiss, außerdem hatte Arthur C. Clarke den Vorsitz inne. Stephen Baxter ist zurzeit Vizepräsident. Die BSFA veröffentlicht drei Magazine, die allen Mitgliedern zugeschickt werden, und verleiht den British Science Fiction Association Award.

## Tätigkeiten
Die zwei aktuell von der BSFA herausgegebenen Zeitschriften sind:
- Vector – eine Zeitschrift mit Buchbesprechungen und Kritiken, erscheint sechsmal im Jahr.
- Focus – ein Magazin, in dem Werke von Mitgliedern der BSFA veröffentlicht werden, erscheint zweimal im Jahr.

Daneben gab die BSFA Publikationen heraus, die aktuell nicht mehr aufgelegt werden:
- Matrix – der Newsletter der BSFA, enthielt ebenfalls Buchbesprechungen und erschien sechsmal jährlich in den Jahren 1975 bis 2011.

Der British Science Fiction Association Award wird jährlich verliehen. Die Gewinner werden in einer Wahl der Mitglieder der BSFA und der Teilnehmer der British National Science Fiction Convention (einer britischen Fan-Convention) ermittelt. Mitglieder der BSFA sitzen auch im Gremium des Arthur C. Clarke Awards.

## Gründung
Die British Science Fiction Association war der vierte Versuch, eine landesweite Organisation von Science-Fiction-Fans aufzubauen. Der erste Vorläufer der BSFA wurde im Jahr 1937 unter dem Namen Science Fiction Association von Fans gegründet, die die erste britische Science-Fiction-Convention in Leeds besucht hatten. Sie war „der Anregung des Interesses für Science Fiction und wissenschaftlichen Fortschritt“ gewidmet, wurde aber wegen des Ausbruchs des Zweiten Weltkrieges knapp zwei Jahre später wieder aufgelöst.
Der zweite Versuch trug den Namen British Fantasy Society (die keine Verbindung zur heutigen Organisation gleichen Namens besitzt). Diese wurde im Juni 1942 gegründet. Ziel war es, den rund hundert Mitgliedern besseren Zugang zu Science-Fiction-Werken zu verschaffen, was hauptsächlich über eine große Bibliothek geschah. Sie wurde im November 1946 wieder aufgelöst.
1948 schlug Captain Ken Slater vor, eine neue landesweite Fan-Organisation zu gründen. Er leitete zu diesem Zeitpunkt einen Verein namens Operation Fantast, dessen Mitglieder Bücher und Magazine tauschten. Die Organisation erhielt dem Namen Science Fantasy Society. Da Slater später aber nach Deutschland abgeordnet wurde und die übrigen Ausschussmitglieder seinen Enthusiasmus nicht teilten, wurde die Organisation schon 1951 wieder aufgelöst.

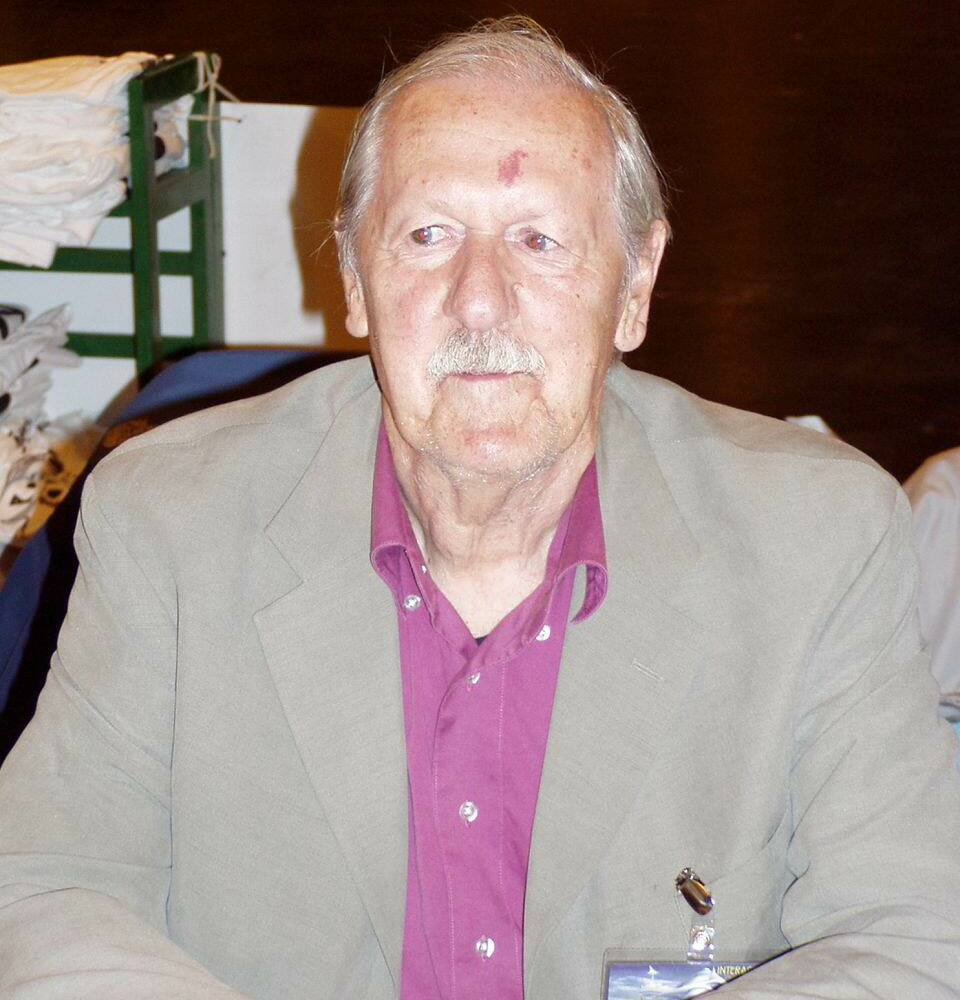
Brian Aldiss, der erste Präsident der British Science Fiction Association (Bild von 2005)

In den späten fünfziger Jahren befand sich die britische Science-Fiction-Fankultur im Abwärtstrend. Die jährliche Eastercon (eine Fan-Convention) war hauptsächlich ein Freundestreffen mit sinkender Beteiligung (150 im Jahr 1954, 115 im Jahr 1955, 80 im Jahr 1956, weniger als 50 im Jahr 1958). Aus diesem Grund wurde auf der Eastercon im Jahr 1958 in Kettering (Northamptonshire) darüber diskutiert, wie es allgemein mit der britischen Science-Fiction-Fankultur weitergehen sollte. Man kam zu dem Schluss, dass sowohl die britischen Fanzines, als auch die Conventions mehr und mehr zum Selbstzweck geworden waren und sich von Science Fiction mehr und mehr entfernt hatten, kaum noch Anreize für neue Besucher boten und praktisch keine Verbindungen mit der britischen Fangemeinde mehr bestanden. Als einziger Ausweg wurde die Gründung einer landesweiten Organisation gesehen. Diese sollte dem ernsthaften Studium der Science-Fiction gewidmet sein, aber gleichzeitig in ihren Veröffentlichungen Informationen über die britische Fangemeinde enthalten, damit Neueinsteiger leichter einen persönlicheren Kontakt zu anderen Science-Fiction-Fans erhalten konnten. Nach einiger Diskussion über den Namen (es wurde befürchtet, Science Fiction fände in der Presse einen negativen Anklang) wurde die British Science Fiction Association gegründet. Nach einem Jahr hatte sie bereits über 100 Mitglieder.